# Dalton Paranaguá
Dalton Fonseca Paranaguá (Jerumenha, 12 de julho de 1927 - Londrina, 26 de agosto de 2014) foi um médico e político brasileiro. Foi prefeito da cidade de Londrina de 1969 a 1973.
Em 2008, o escritor e jornalista José Antonio Pedriali publicou a biografia “Dalton Paranaguá e a construção do futuro”.

## Biografia
Filho de Augusto Nogueira Paranaguá e Izabel Fonseca Paranaguá, nasceu no interior do estado do Piauí, na cidade de Jerumenha, que faz divisa com o Maranhão.
Formou-se em Medicina na Faculdade Nacional de Medicina do Rio de Janeiro no ano de 1954 e por algum tempo, trabalhou como médico na Marinha do Brasil. Em 1955, transferiu residência para o Paraná e na década de 1960, já trabalhava como cirurgião na cidade de Londrina, no interior do estado.
Em 1966, com a posse de Paulo Cruz Pimentel para o governo do Estado do Paraná, aceitou o convite para assumir a Secretaria de Saúde. Em sua gestão, implementou a medicina preventiva na saúde pública, criou a Fundação Hospital do Paraná e de tão rigoroso que era, chegou a lacrar o restaurante do Palácio Iguaçu (a sede do governo estadual) em uma inspeção sanitária.
Filiado ao Movimento Democrático Brasileiro, candidatou-se ao cargo de prefeito de Londrina nas eleições municipais de 15 de novembro de 1968 e ganhou. Assumiu a prefeitura em fevereiro de 1969, no lugar de José Hosken de Novaes.
Foi um dos defensores da criação da Universidade Estadual de Londrina (UEL) e por este empenho, em 2012 recebeu o título de Cidadão Benemérito da instituição.

### Administração de Londrina
Governou a cidade entre 1969 e 1972. Em sua gestão, erradicou as favelas da cidade e em seus lugares, construiu núcleos habitacionais. Seu slogan de campanha foi: "A saúde do povo é a suprema lei", e cumpriu o prometido investindo fortemente no saneamento e destravando convênios com órgãos federais (que antes estavam na mãos de deputados, mas não eram assinados) para erradicar, à época, doenças endêmicas como a esquistossomose e doença de chagas (sua gestão anterior, na secretária da saúde, ajudou, em muito, para isso). Também investiu na ampliação da rede telefônica do município e modernizou a frota de veículos utilizados na limpeza pública.
O projeto e construção do Ginásio de Esportes Professor Darcy Cortez, ocorreu dentro de sua gestão. O local ganhou o nome popular de "Moringão", pela frase que Dalton Fonseca sempre proferia ao ser questionado em relação a violência praticada pelos grupos armados e a repressão política da época: "estou de moringa fresca”.

## Morte
Foi encontra morto, em sua casa, no dia 26 de agosto de 2014.